# Stade Brestois 29 2016-2017
Questa voce raccoglie le informazioni riguardanti lo Stade Brestois 29 nelle competizioni ufficiali della stagione 2016-2017.

## Rosa
| N. |                            | Ruolo | Calciatore         |
| -- | -------------------------- | ----- | ------------------ |
| 2  | Francia (bandiera)         | D     | Quentin Bernard    |
| 3  | Francia (bandiera)         | D     | Louis Nganioni     |
| 4  | Costa d'Avorio (bandiera)  | C     | Éric Tié Bi        |
| 5  | Francia (bandiera)         | D     | Brendan Chardonnet |
| 6  | Martinica (bandiera)       | C     | Bruno Grougi       |
| 7  | Francia (bandiera)         | A     | Valentin Lavigne   |
| 8  | Mali (bandiera)            | C     | Cheick Doumbia     |
| 12 | Francia (bandiera)         | C     | Pierre Magnon      |
| 13 | Francia (bandiera)         | D     | Gaëtan Belaud      |
| 14 | Brasile (bandiera)         | D     | Luciano Castán     |
| 16 | Guyana francese (bandiera) | P     | Donovan Léon       |
| 15 | Costa d'Avorio (bandiera)  | D     | Ali Keïta          |

| N. |                      | Ruolo | Calciatore        |
| -- | -------------------- | ----- | ----------------- |
| 17 | Francia (bandiera)   | C     | Valentin Henry    |
| 18 | Francia (bandiera)   | C     | Zakarie Labidi    |
| 19 | Francia (bandiera)   | D     | Zakaria Diallo    |
| 21 | Francia (bandiera)   | A     | Neal Maupay       |
| 22 | Francia (bandiera)   | D     | Julien Faussurier |
| 23 | Francia (bandiera)   | C     | Manuel Perez      |
| 25 | Francia (bandiera)   | D     | Corentin Jacob    |
| 27 | Francia (bandiera)   | C     | Ibrahima Sissoko  |
| 29 | Francia (bandiera)   | D     | Alexandre Coeff   |
| 30 | Martinica (bandiera) | P     | Joan Hartock      |
|    | Francia (bandiera)   | C     | Mathias Autret    |
|    | Francia (bandiera)   | C     | Jessy Pi          |